# Rosalba Carriera
Rosalba Carriera (Veneza, 12 de janeiro de 1673 – 15 de abril de 1757) foi uma pintora rococó veneziana. No início de sua carreira, especializou-se em miniaturas de retratos. Depois, tornou-se reconhecida por seu trabalho com pastel, atraente para o estilo rococó por sua suavidade e leveza. Ela é lembrada como uma das mais bem sucedidas artistas de qualquer época.

## Biografia
Nascida em Veneza, com duas irmãs, Rosalba Carriera nasceu em uma família de classe média baixa. Ainda criança, ela começou sua carreira artística fazendo renda para a sua mãe, que trabalhava no comércio. No entanto, quando os interesses em renda diminuíram e o comércio começou a vacilar, Carriera teve de encontrar um novo meio de prover para si e sua família.
Carriera começou a pintar miniaturas para as tampas de produtos e foi a primeira pintora a utilizar marfim em vez de velino para isso. Gradualmente, esse trabalho evoluiu para a pintura de retratos, em que ela foi pioneira no uso exclusivo de pastel. Visitantes estrangeiros, filhos da nobreza e diplomatas, por exemplo, clamaram para serem pintados por ela. Entre os retratos de seu período inicial estão os de Maximiliano II da Baviera; Frederico IV da Dinamarca; a 12 mais belas damas da corte de Veneza; o "Artista e sua Irmã Naneta" (Uffizi); e Augusto, o Forte da Saxônia, que adquiriu uma grande coleção de seus pastéis.
Por volta de 1700, ela já estava criando miniaturas e, por volta 1703, completou o seu primeiro retrato em pastel. Em 1704, foi eleita uma 'Accademico di merito' pela Accademia di San Luca, um título reservado para pintores não-romanos.

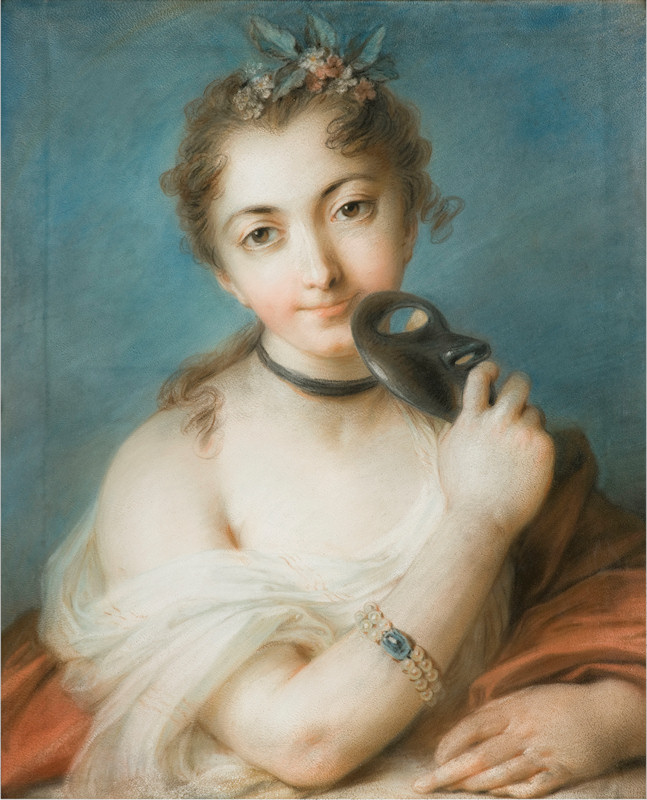
Retrato feminino com máscara.

Em 1721, Carriera partiu de Veneza para Paris, pois seus retratos eram muito requisitados. Em Paris, ela foi hóspede do grande amador e colecionador de arte Pierre Crozat. Ela pintou Watteau, toda a realeza e a nobreza -- do Rei e Regente para baixo --, e foi eleita membro da Academia por aclamação. 
No curto período que passou em Paris, seu trabalho contribuiu para a formação de um novo gosto aristocrático. A arte não servia mais apenas as vontades da monarquia. Sua liberdade, abundância de cores e encantos foram injetados no estilo Rococó, que logo dominou as artes.
Depois da morte de sua irmã Giovanna, em 1738, Carriera caiu em uma profunda depressão. Ela também perdeu a visão, nesse período. Ela sobreviveu a toda a sua família, passando os últimos anos em uma pequena casa em Dorsoduro, um distrito de Veneza, onde morreu com a idade de 84 anos.

## Formação
A mãe de Carriera ensinou-lhe a arte das rendeiras, mas as obras de arte que a fizeram famosa são o resultado de sua própria auto-aprendizagem. Existe especulação em torno da sua educação em arte. Diz-se que o pintor francês Jean Steve incentivou-a a fazer miniaturas em marfim para decorar as tampas de caixas de produtos. Alguns também afirmam que ela recebeu instrução técnica inicial do pintor veneziano Giuseppe Diamantini.
Apesar disso, Carriera compartilhou seus talentos com suas irmãs Giovana e Angela e, mais tarde, teve duas estudantes, Margherita Terzi e Felicità Sartori.

## Influência
A influência de Carriera estendeu-se amplamente. Em 1720, ela deu a Luís XV um retrato que completou a transição do estilo preferido da Corte. Foi uma mudança entre um estilo decorativo com apelo internacional a obras mais poderosas, com apelo internacional. Ela revolucionou o mundo da tecnologia, ao prender giz colorido em varas, o que levou ao desenvolvimento de uma gama muito mais ampla de cores. Isso expandiu a disponibilidade e a utilidade do pastel.
Apesar de sua fama e a sua contribuição, Carriera é "muitas vezes tratada como uma exceção, uma raridade como uma mulher artista" e, muitas vezes, ignorada. Quando o Rococó saiu de moda, o nome de Carriera e seu impacto foram relegados.

## Obras
Carriera foi a primeira mulher a criar um novo estilo na arte. O estilo Rococó enfatizou o uso de cores pastel, traçados espontâneos de pincel, dança de luzes, superfície sutil de tonalidades e uma abordagem elegante e charmosa do assunto retratado. 
Seus autorretratos diferem das expectativas típicas de mulheres artistas da época, apontando para uma sincera aparência. Um exemplo é o Autoretrato como uma Mulher de Idade (1746), cujos olhos indicam uma doença na vista que a afligiu.

## Galeria

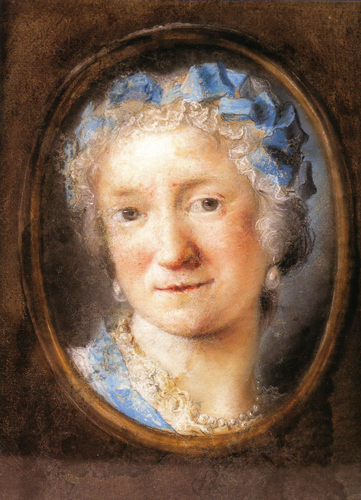
Autorretrato
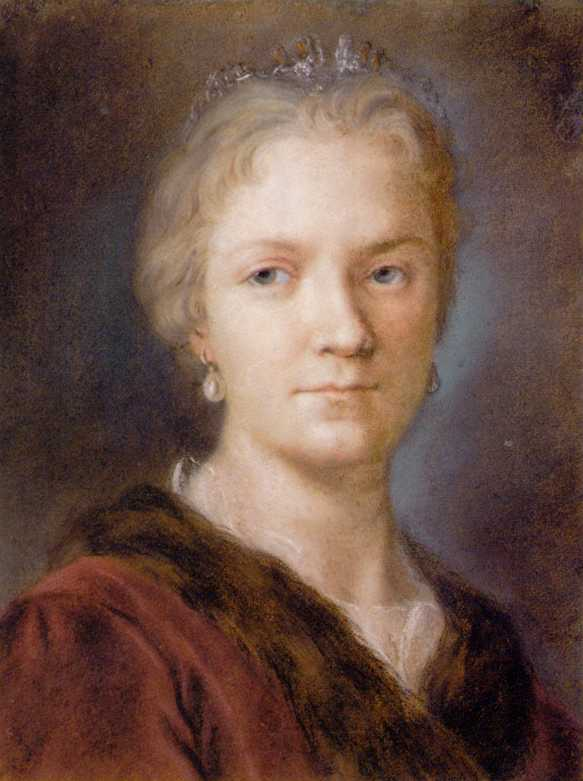
Autorretrato
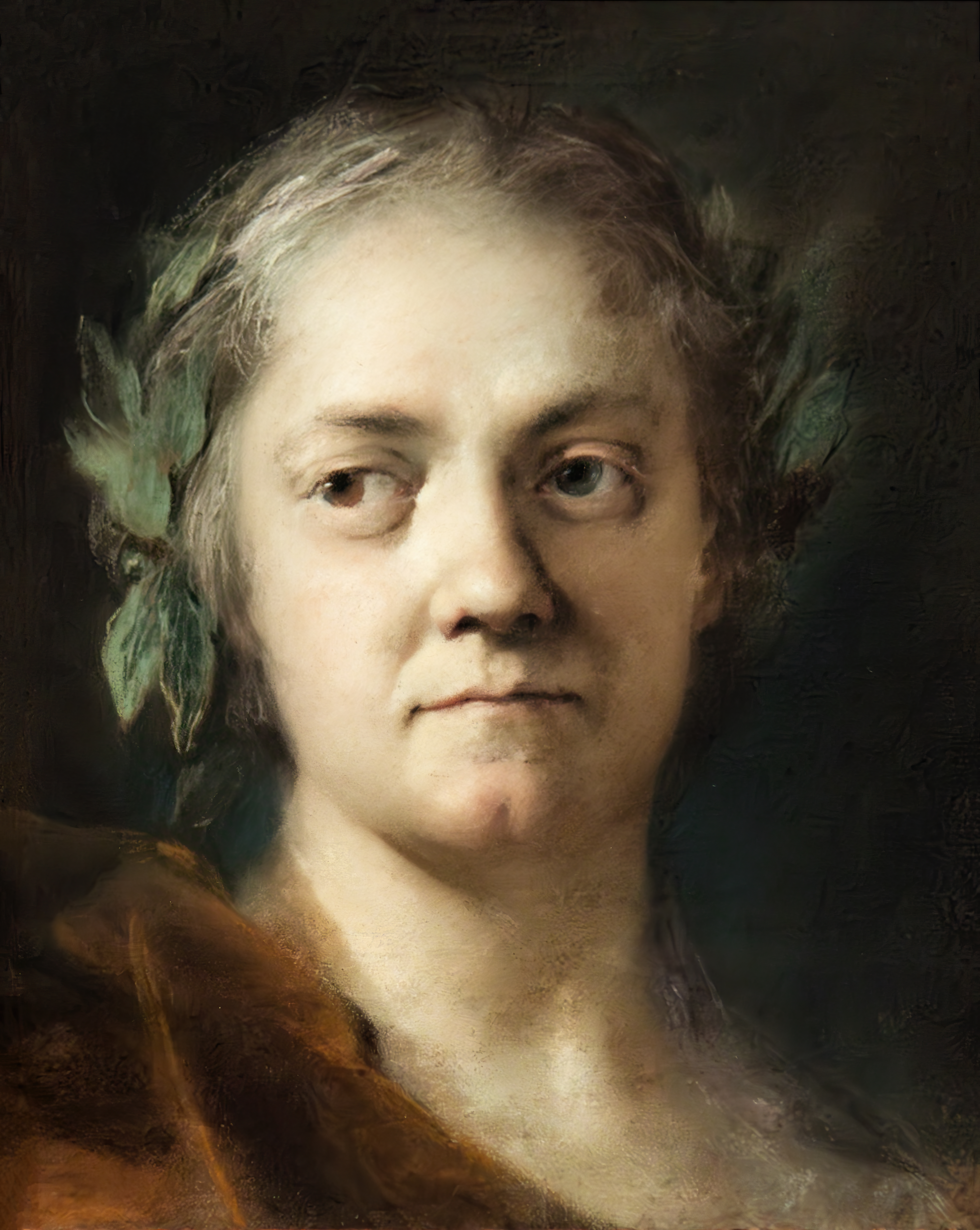
Autorretrato
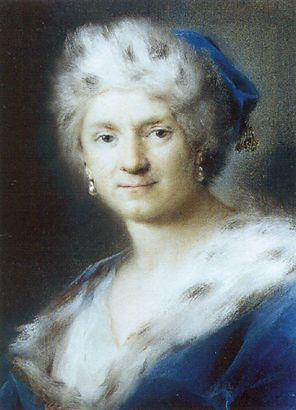
Autorretrato como inverno
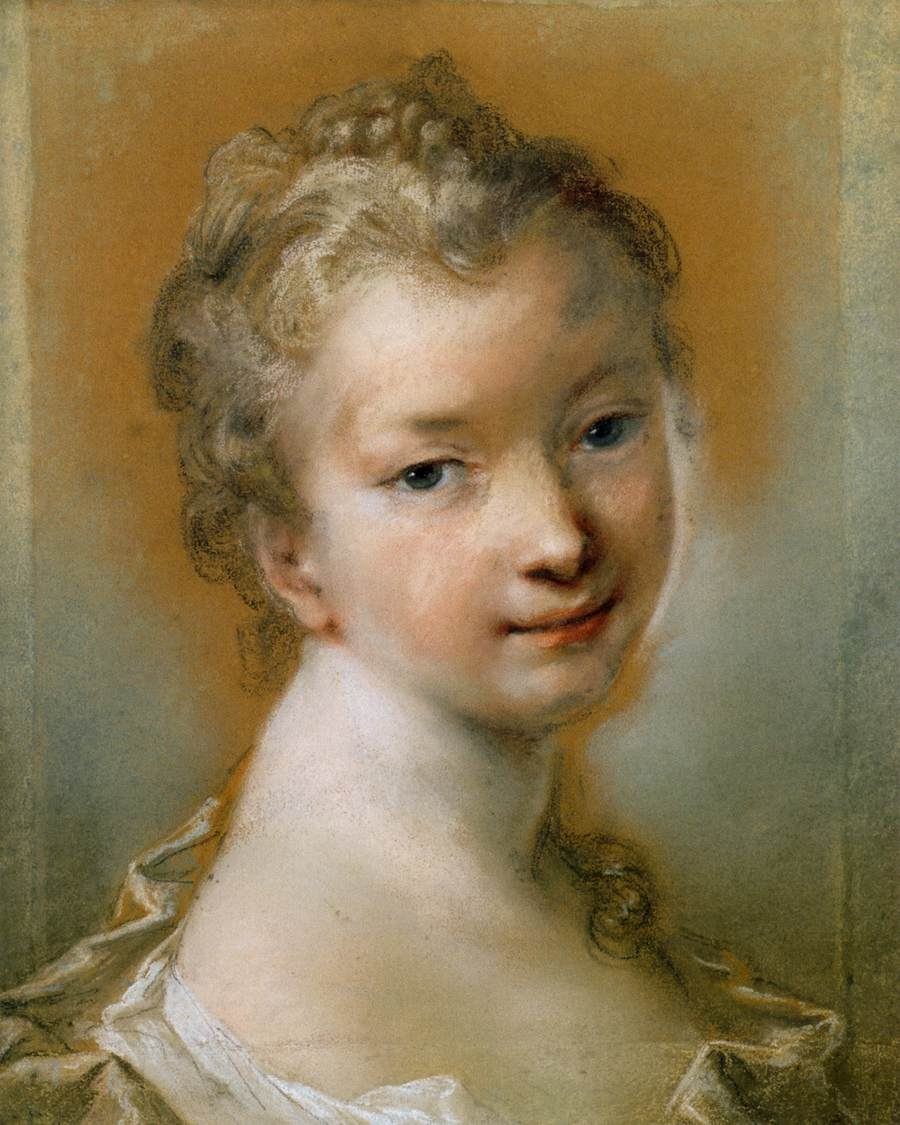
Moça
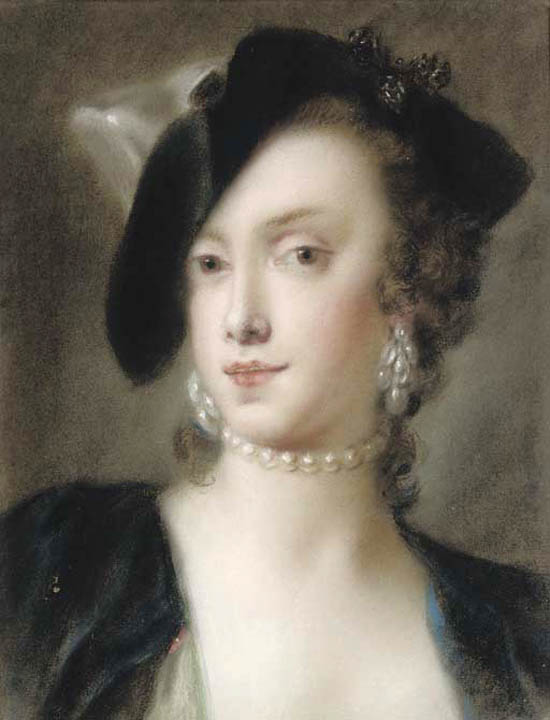
Caterina Sagredo Barbarigo
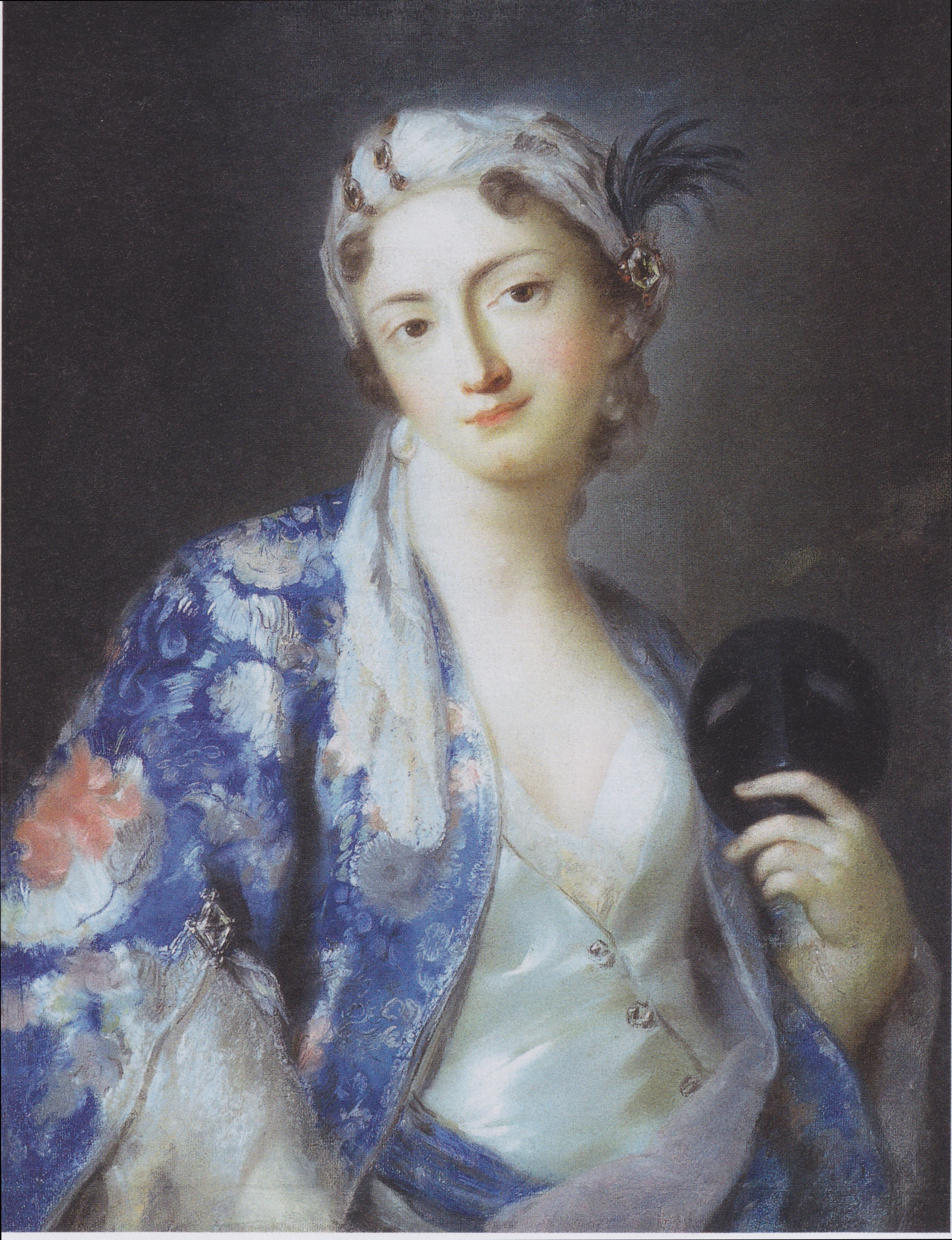
Felicita Sartori em roupa turca
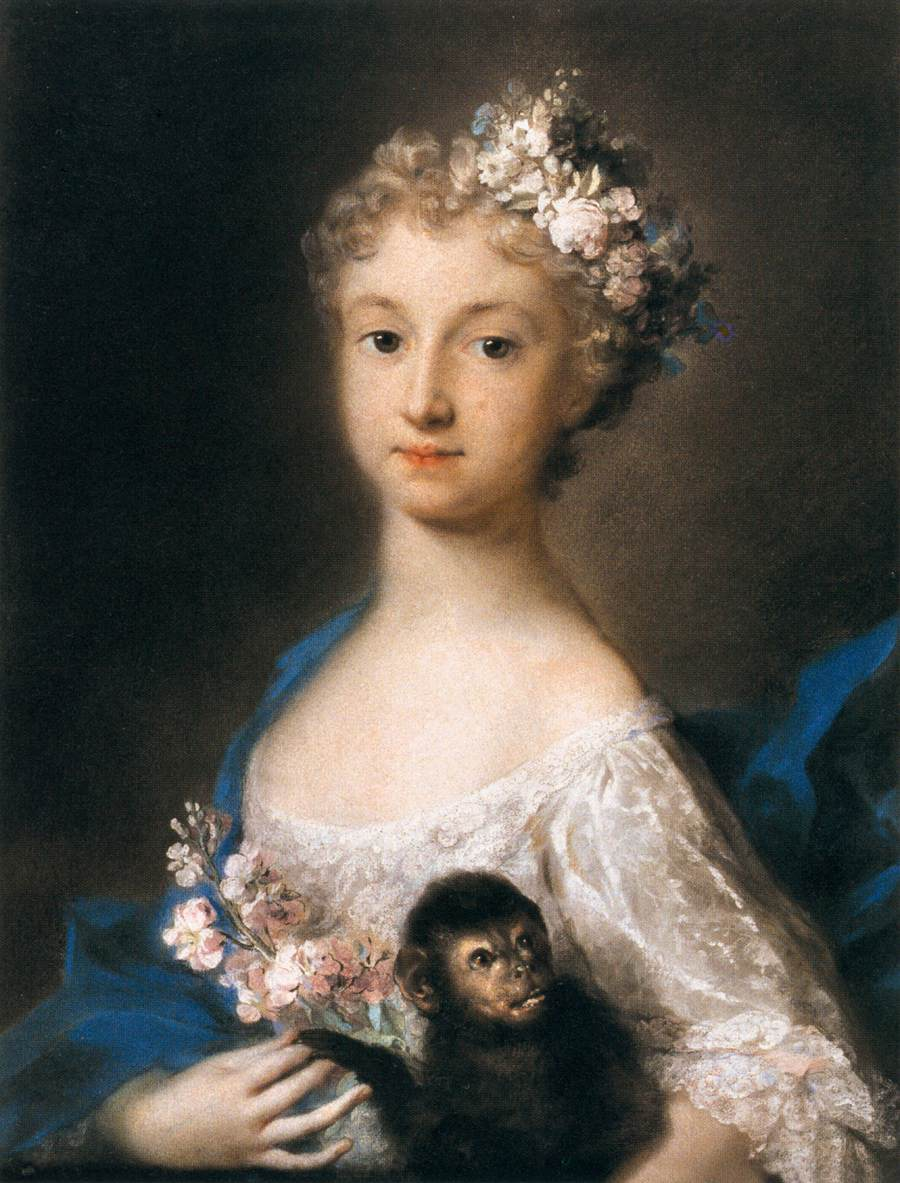
Moça e macaco
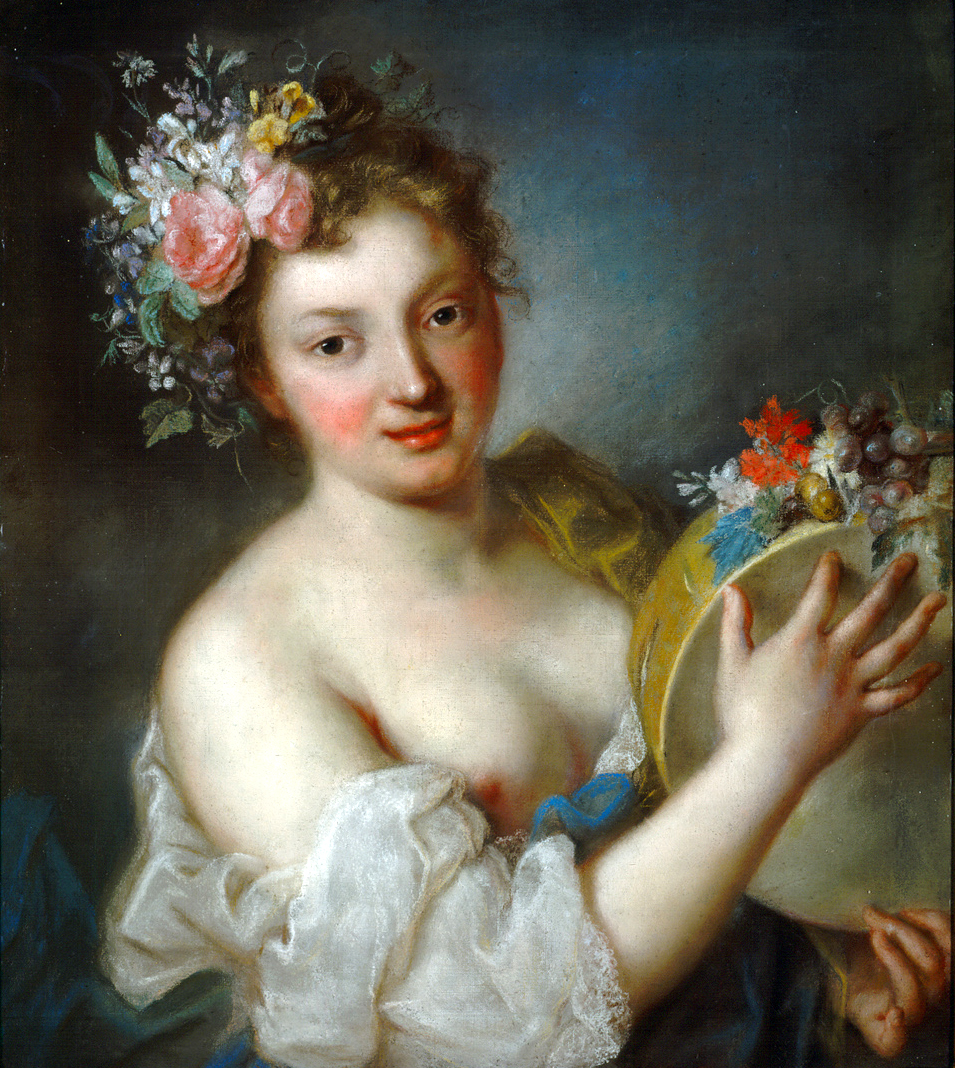
Mulher com flores
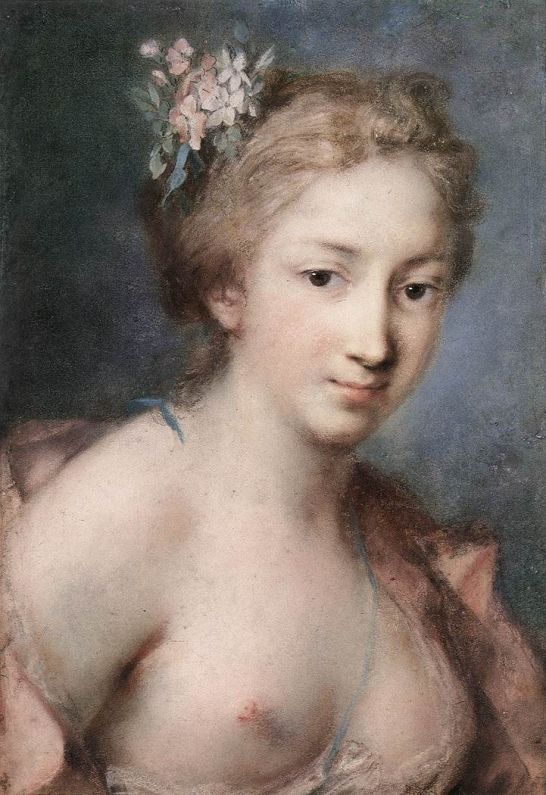
Flora (1730)
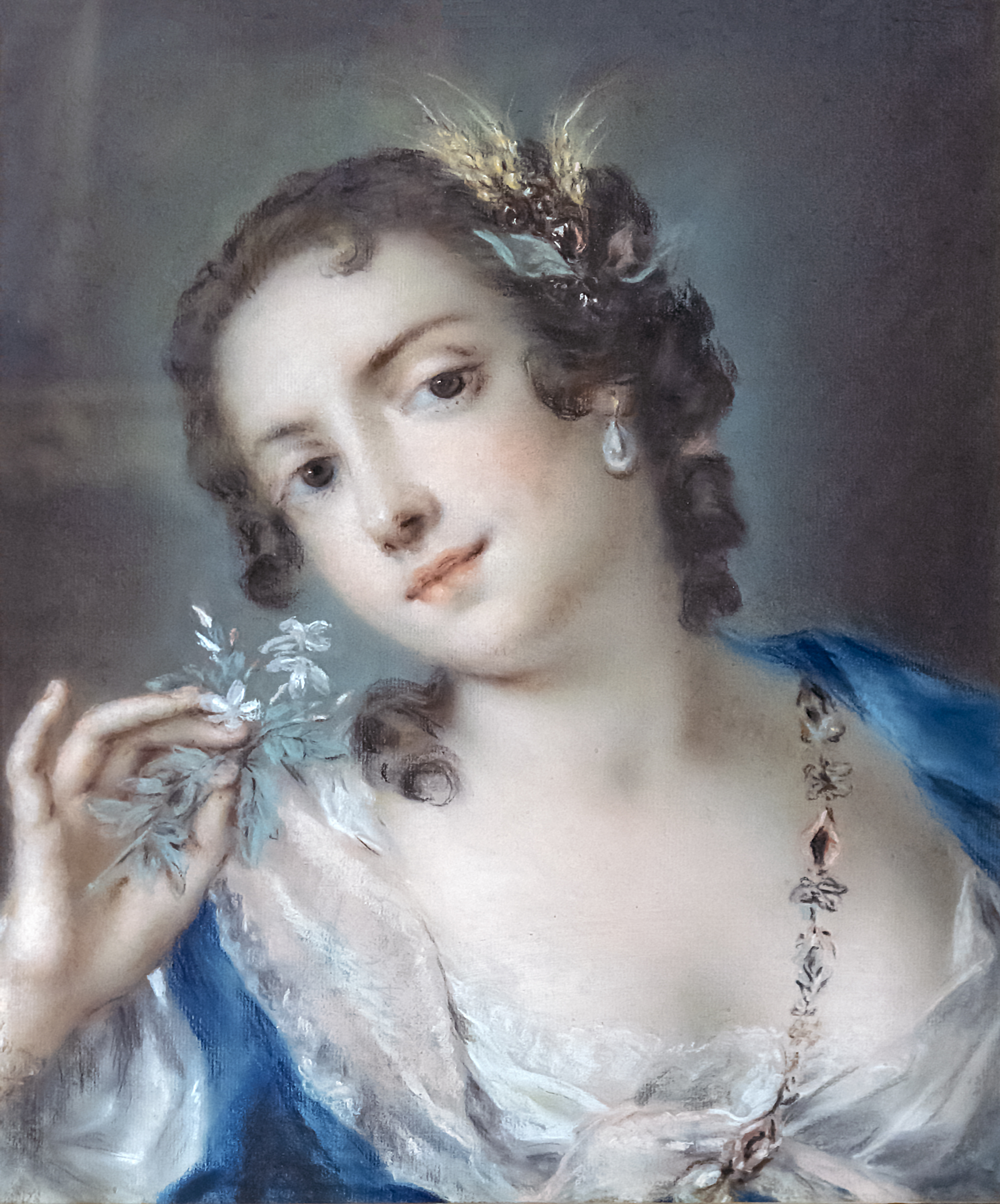
Lato
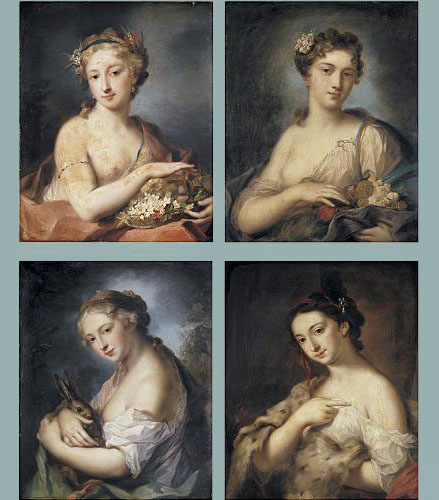
Quatro estações
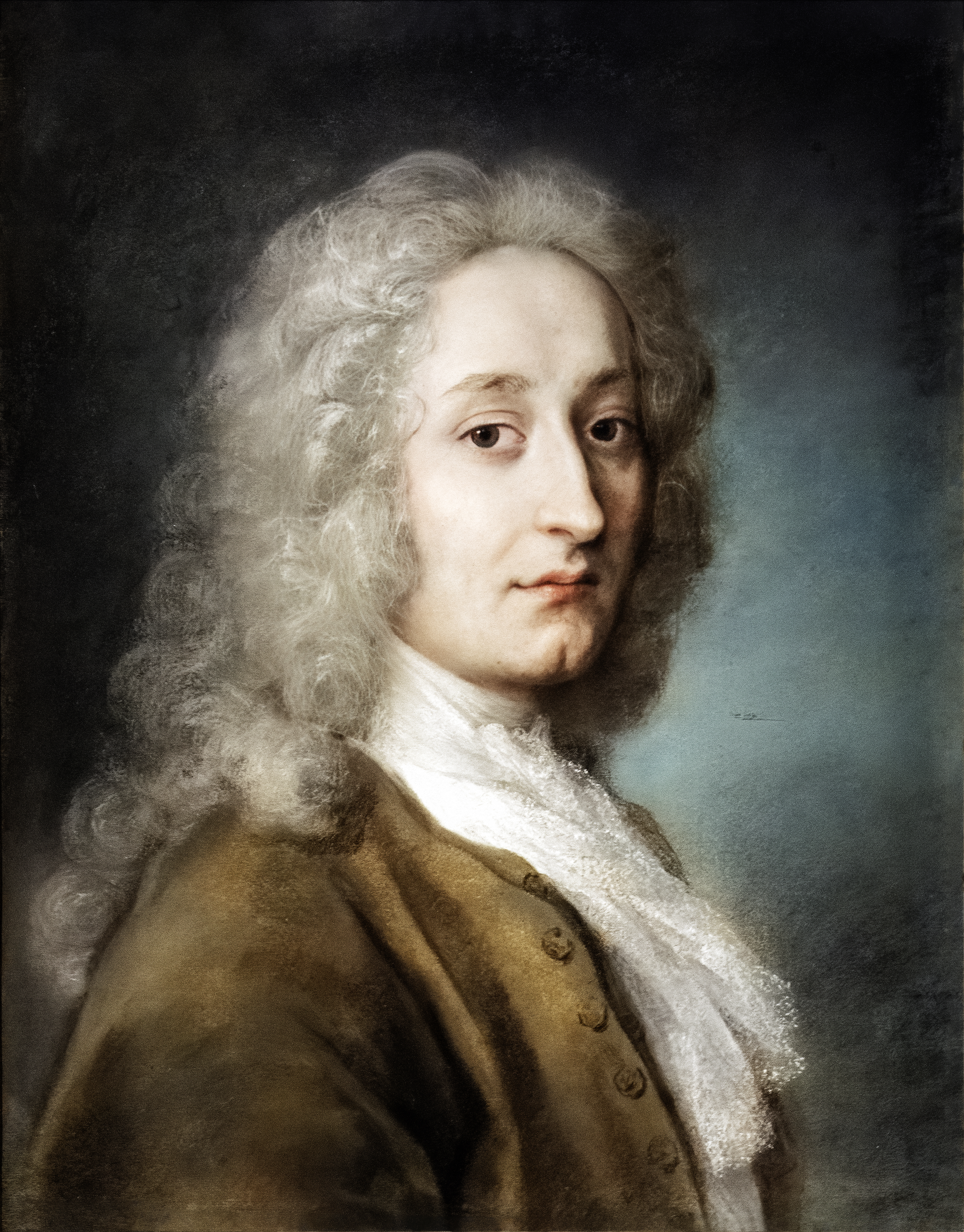
Antoine Watteau
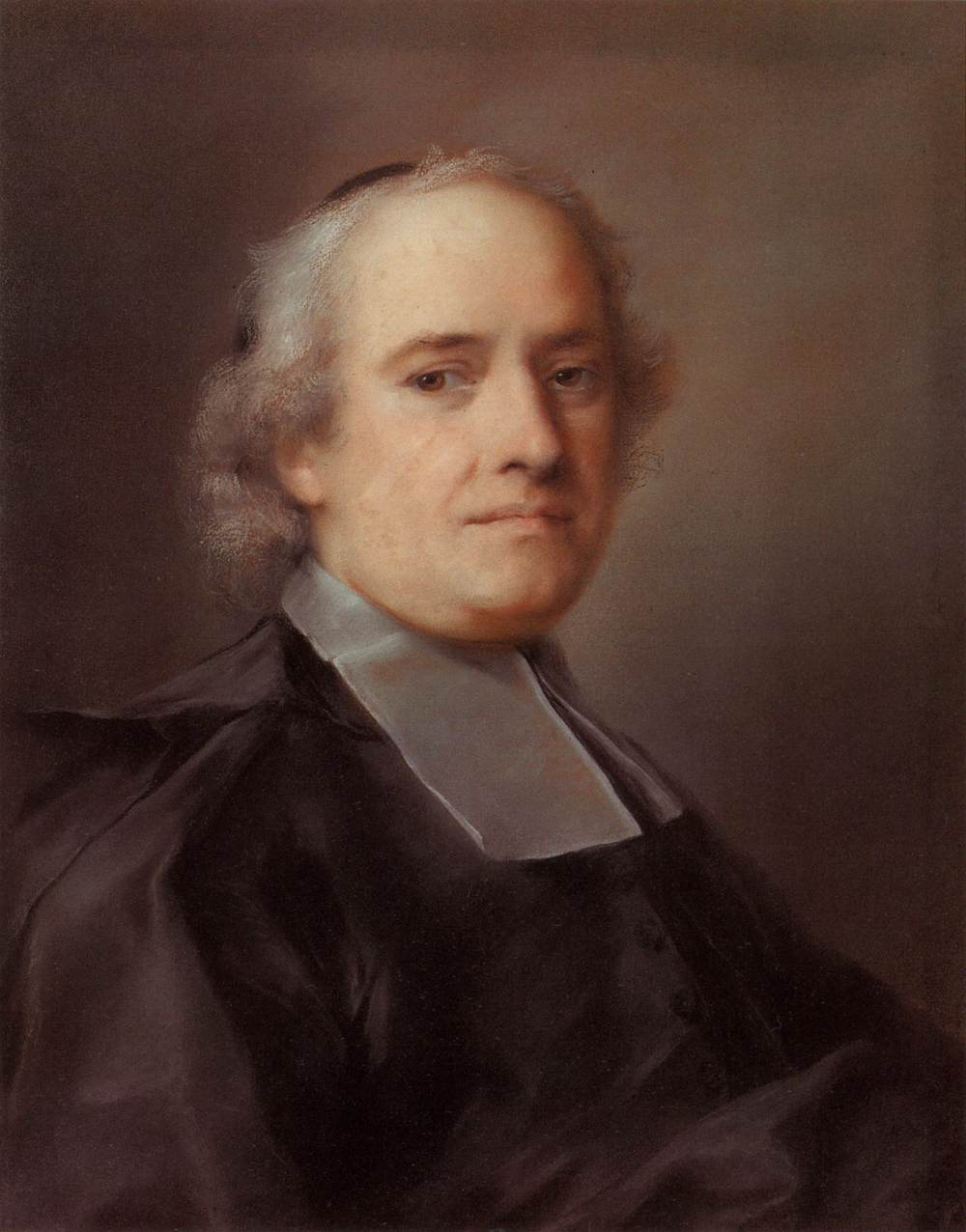
Cônsul Le Blond
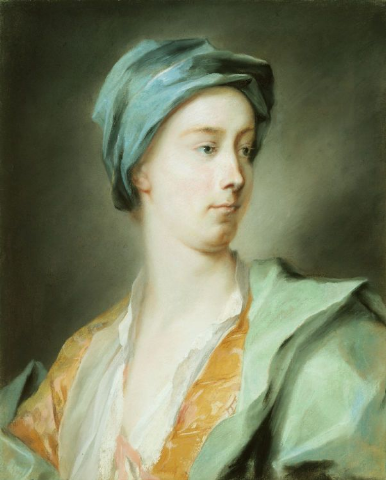
Philip Wharton
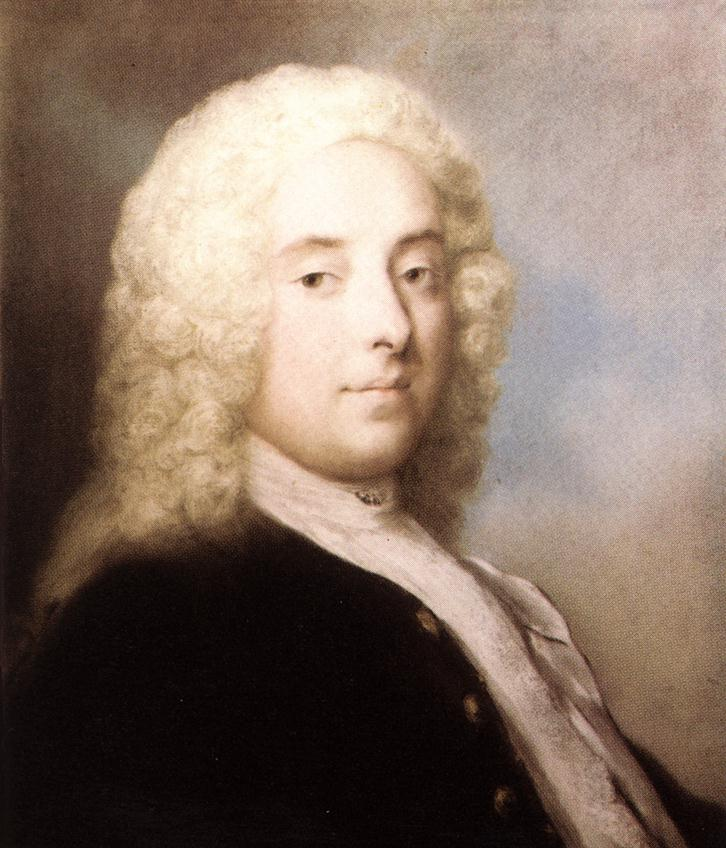
Jovem cavaleiro
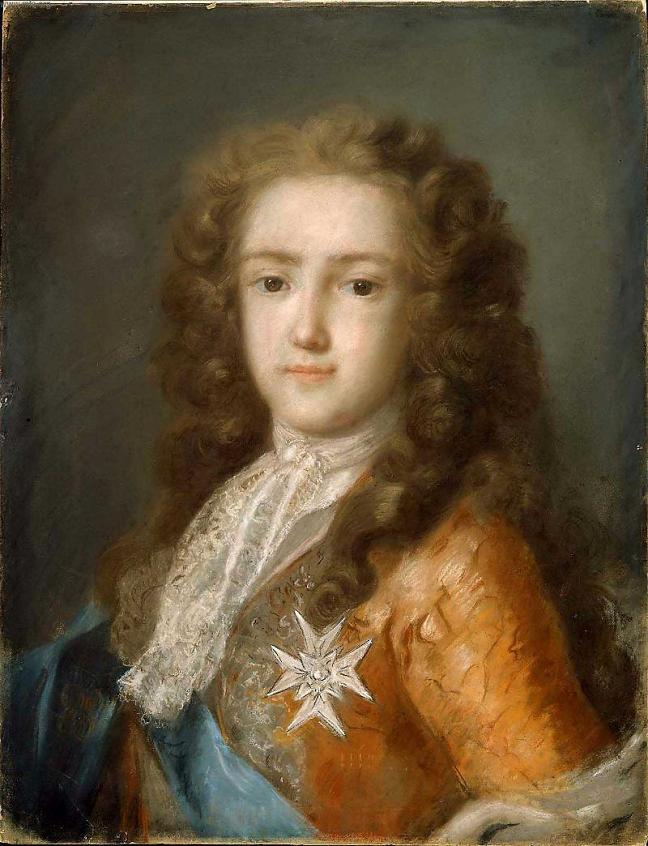
Louis XV
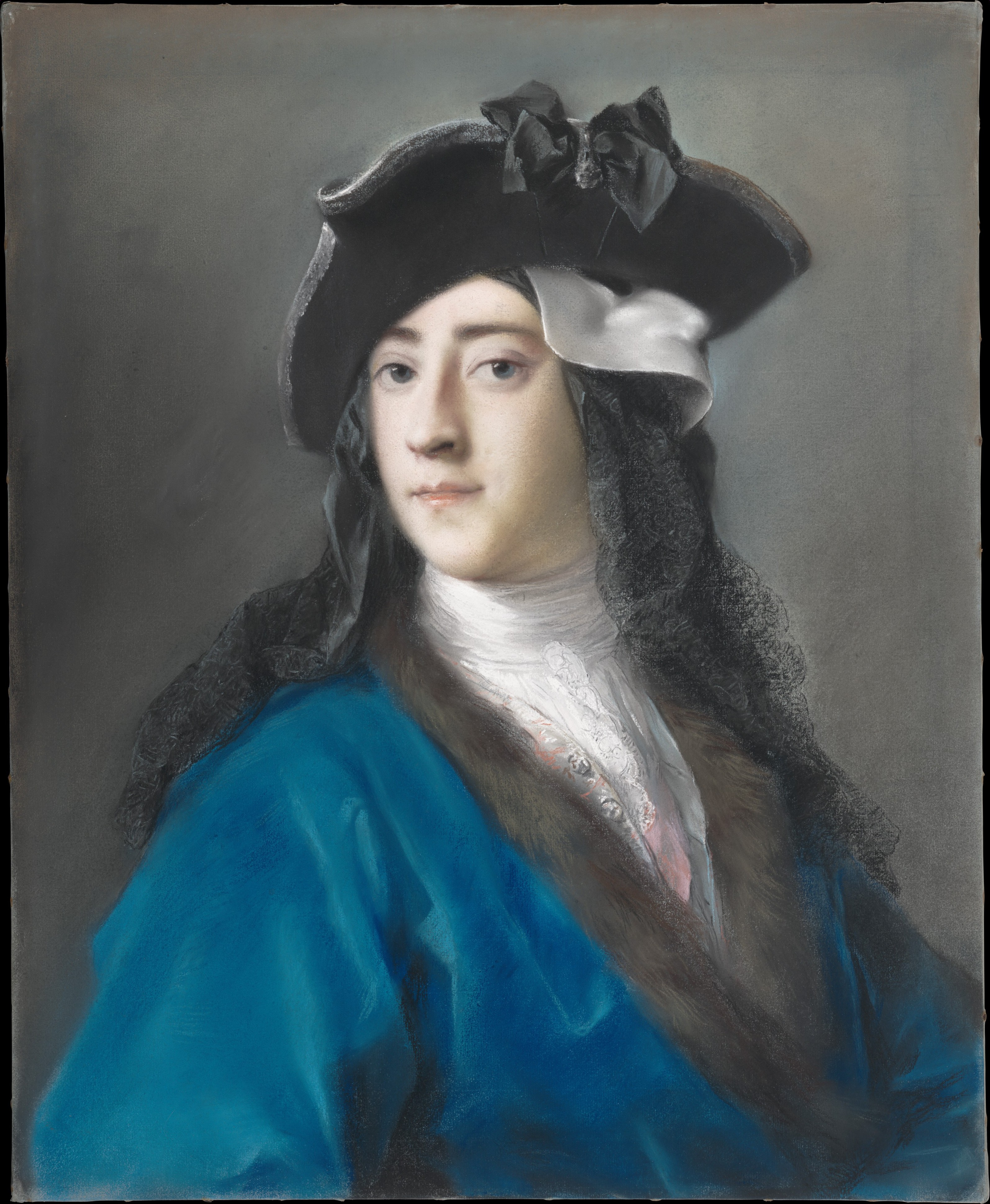
Gustavus Hamilton
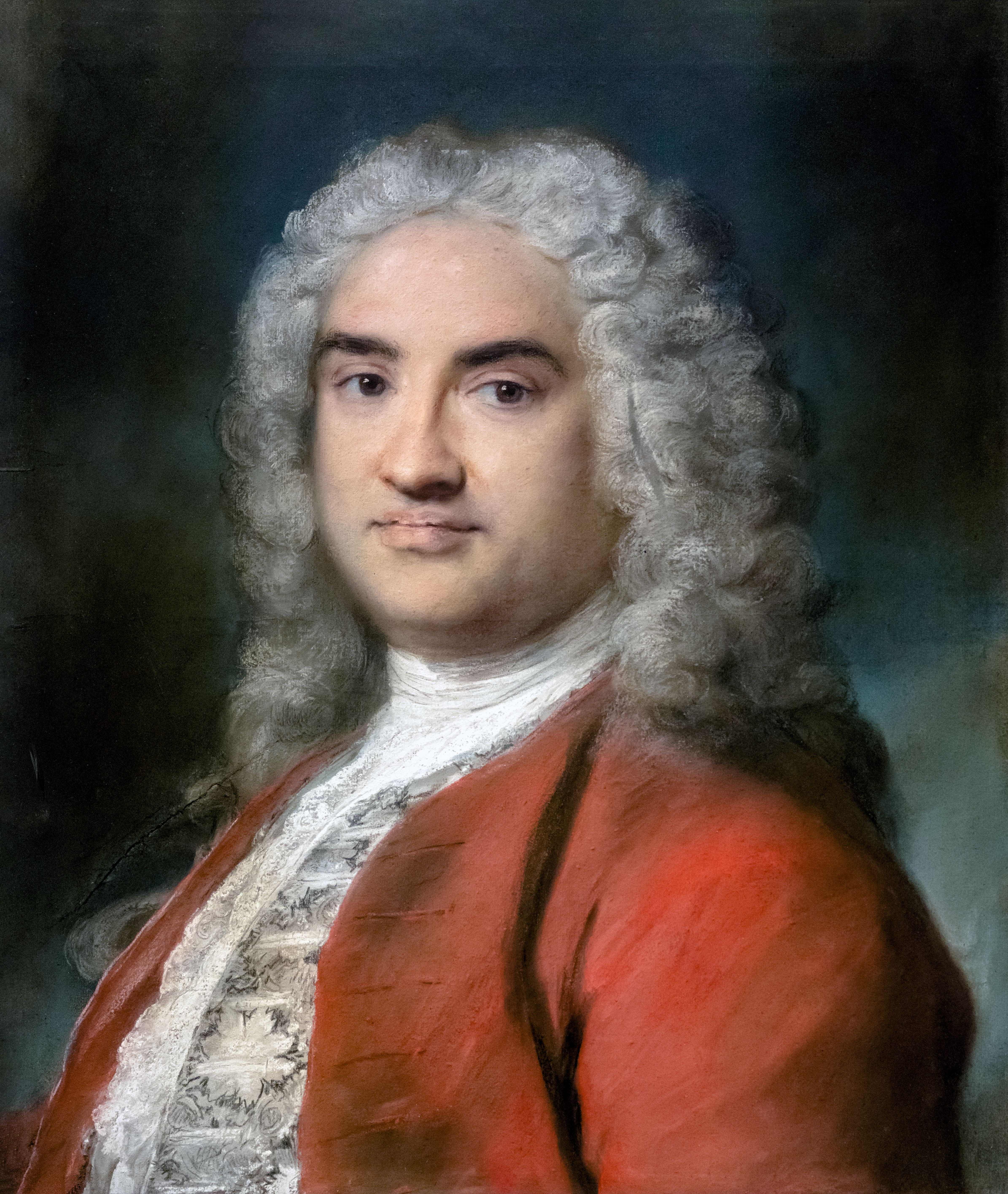
Cavaleiro em vermelho
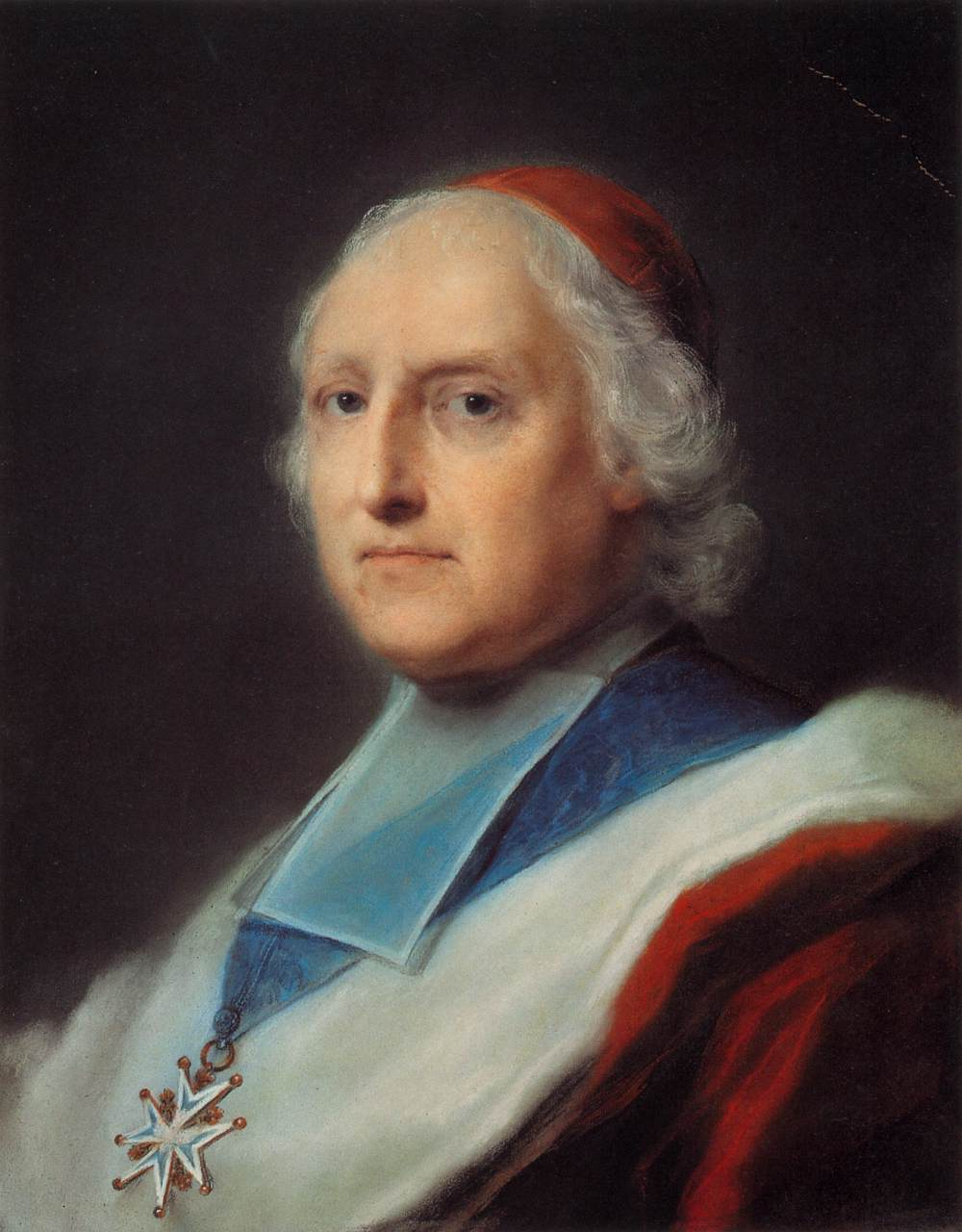
Cardeal Melchior de Polignac
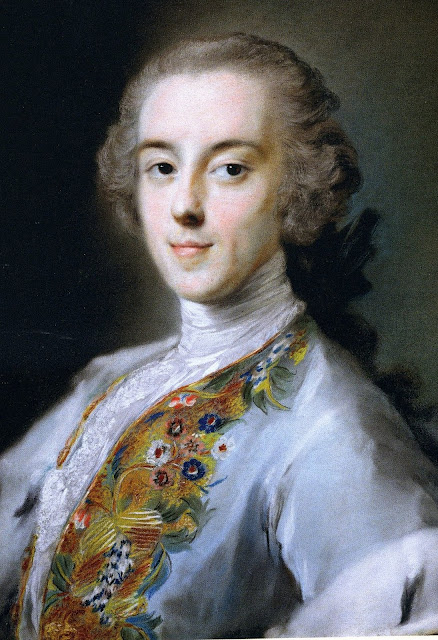
Horace Walpole

## Legado
Carriera ficou conhecida por sua abordagem inovadora com pastéis e redefiniu o estilo Rococó.

## Recursos
- Consultar as biografias de Sensier, com a tradução de seu diário (Paris, 1865), Von Hoerschelmann (Leipzig, 1908) e Malamani de Milão (1910).
- Elsa Honig Fine coloca Rosalba Carriera em contexto com outras mulheres artistas em Women and Art: A History of Women Painters and Sculptors from the Renaissance to the 20th Century (London & Montclair, 1978).